# Поліцейська академія (фільм)
«Поліцейська академія» (англ. Police Academy) — американська кінокомедія режисера Г'ю Вілсона. Прем'єра фільму відбулася 23 березня 1984 року в США.
На пострадянському просторі фільм став однією з найпопулярніших комедій. В Україні 6 частин франшизи були озвучені студією «1+1» і показані на цьому телеканалі у 1997 році.

## Сюжет
4 березня 1984 року новий мер міста Мері Сью Біл видала указ, що вимагає приймати до поліцейської академії всіх охочих, незалежно від фізичних даних. Тепер ні зріст, ні вага, ні стать, ні освіта, ні слабке здоров'я не можуть бути перешкодою для вступу до академії. Сотні людей, які і мріяти про це не могли, записалися туди негайно. Поліцейське керівництво в сум'ятті.
Одному з головних героїв, Кері Магоні, пропонують вступити до поліцейської академії як альтернативу до в'язниці, куди б він потрапив, якби слідчий, капітан Рід не був знайомий з його батьком. До дільниці Магоні потрапив за розбиту машину свого клієнта. Капітан Рід попереджає Магоні, що його можуть виключити, але якщо він сам піде, то відразу потрапить до в'язниці. Магоні погоджується на пропозицію піти до академії, припускаючи, що його виженуть звідти одразу ж.
Разом з ним до академії вступають його випадковий знайомий з поліцейської дільниці чарівник звукових ефектів Ларвелль Джонс, м'язистий квіткар афроамериканець Мозес Гайтавер, сором'язлива і скромна Лаверн Гукс, непереможний герой Юджин Теклберрі, мачо і ловелас Джордж Мартін, розсіяний і незграбний Дуглас Феклер і милий товстун Леслі Барбара. Магоні, вступаючи до академії, хоче, щоб його відразу ж виключили. Однак офіцери, які не згодні з рішенням мера, вирішують не виганяти курсантів, а довести їх до виходу з академії за власним бажанням.
Магоні відразу ж намагається зробити так, щоб його виключили. Для цього він, під виглядом інструктора, починає нахабно чіплятися до однієї з курсанток — Карен Томпсон, вимагаючи, щоб вона підняла спідницю. Потім, під час роздачі форми, зустрівши Барбару, що запізнився, він відправляє того по форму до будинку ректора.
Тим часом інструктор — лейтенант Гаріс, просить двох курсантів — Коупленда і Бленкса — допомогти йому позбутися небажаних курсантів, для цього він призначає їх старшими у взводі. Ті з радістю погоджуються.
Незабаром починаються важкі тренування курсантів. Інструктори — лейтенант Гаріс і сержант Каллаген — всіма силами вимотують курсантів, перетворюючи їхнє життя на муки. Однак навіть під час занять Магоні намагається жартувати над Гарісом, але той відразу відповідає, що якщо Магоні хоче, щоб його відрахували, то у нього це не вийде. Тоді Магоні вирушає до ректора академії Еріка Ласарда і безпосередньо просить відрахувати його. Але з'ясовується, що Ласард дав обіцянку капітанові Рідові, що не відрахує Магоні з академії і замість 14 тижнів занять протримає його в академії всі 24 тижні. Магоні розуміє, що він по суті у в'язниці. Однак він не здається і під час наступного тренування намазує мегафон Гаріса чорною ваксою. Гаріс цього не помічає і накричавши через мегафон на Магоні, бруднить губи, після чого йде до Ласарда, який побачивши лейтенанта, сміється над ним. Пізніше, зрозумівши, в чому справа, Гаріс змушує Магоні, під наглядом Коупленда і Бленкса, бігати вночі крос до повної знемоги. Незабаром протистояння Гаріса і Магоні доходить до такого ступеня, що Гарріс дзвонить капітанові Рідові і наказує Магоні попросити Ріда відрахувати його. Однак Магоні, який почав відчувати симпатію до Томпсон, відмовляється. За що Гарріс цього разу наказує йому, знову ж під наглядом Коупленда і Бленкса, відтискатися під зливою.

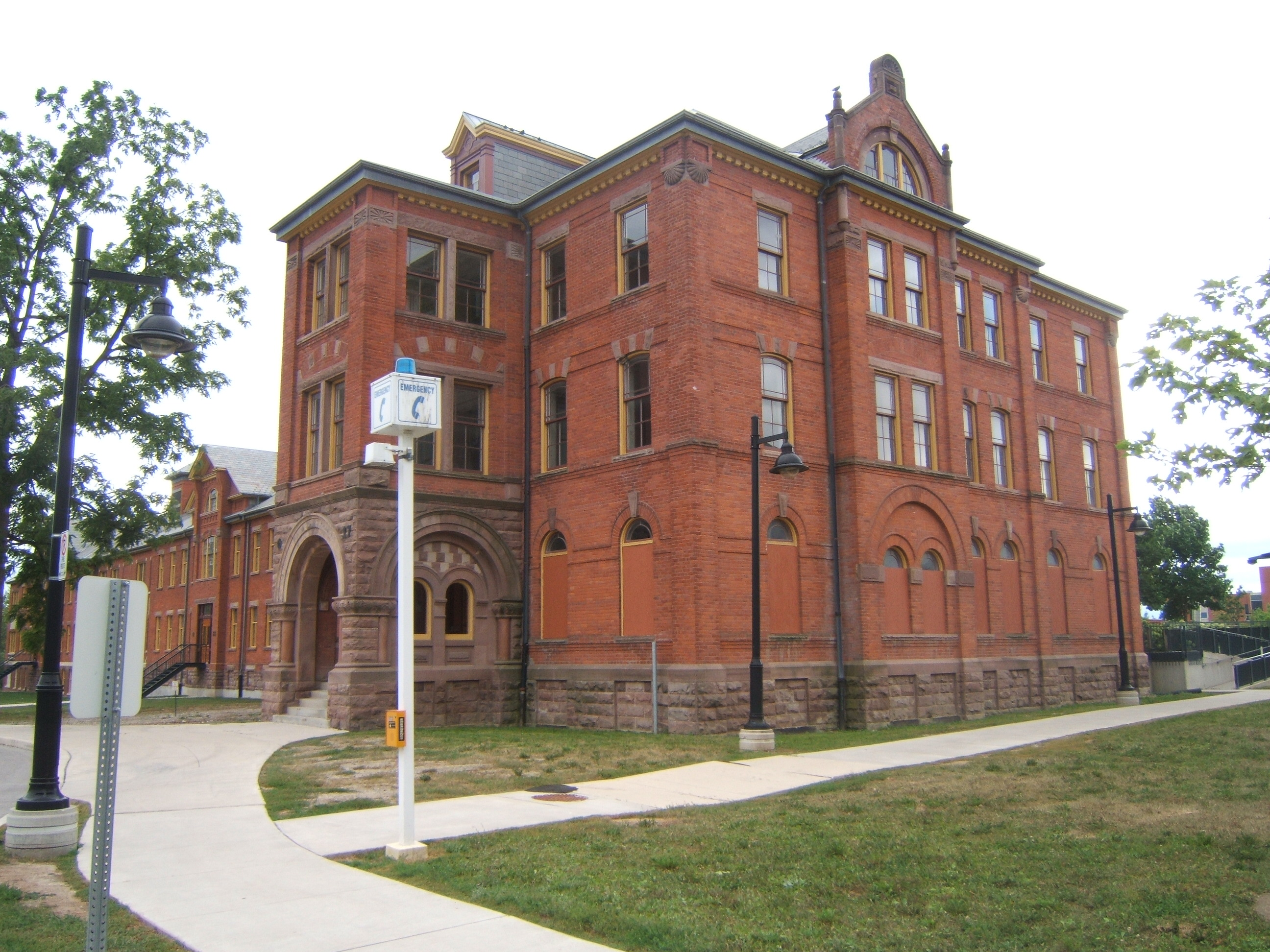
Будівля психіатричної клініки у Лейкшорі, де знімали 1, 3 та 4 частини фільму. Нині частина кампусу Lakeshore Humber College. Торотно, Онтаріо, Канада.

Незабаром настають перші вихідні. Гаріс, підозрюючи, що курсанти влаштують вечірку, наказує Коупленду і Бленксу дізнатися, де вона буде і зателефонувати йому, коли курсанти почнуть хуліганити. Коупленд і Бленкс наказують Барбарі дізнатися у Магоні, де буде вечірка. Однак Магоні, підозрюючи щось недобре, називає місцем вечірки бар «Блакитна устриця». Коли Коупленд і Бленкс приходять туди, виявляється, що це гей-бар і місцеві відвідувачі змушують їх танцювати з ними. У той час всі інші курсанти весело проводять вечірку, на якій між Магоні і Томпсон виникає роман. Після повернення в академію, розлючені Коупленд і Бленкс вирішують помститися Барбарі і приводять до його кімнати повію. Розгублений Барбара кличе на допомогу Магоні і той відводить повію в актовий зал, ховає всередині трибуни і каже, що зараз прийде клієнт. У цей момент до зали заходить Ласард, який знайомить якусь делегацію з академією, що змушує Магоні сховатися з повією в трибуні. Ласард стає за трибуну і починає презентацію. У цей момент повія висовується з трибуни і починає робити Ласарду мінет, через що вводить ректора в конфуз. Після закінчення презентації Ласард бачить як з трибуни вилазить Магоні, через що ще більше ніяковіє. Однак не в силах кому-небудь розповісти, що з ним сталося, Ласард залишає витівку Магоні без покарання.
Тим часом курсанти продовжують навчання і їх навички вдосконалюються. Магоні змінює свою позицію і тепер хоче бути офіцером поліції. Незабаром курсанти вирушають у свій перший патруль. Магоні їде з Гарісом. Під час патрулювання відбувається нещасний випадок: Магоні і Гаріс потрапляють у затор, спричинений ДТП. Гаріс, намагаючись дістатися до місця аварії, бере мотоцикл. Однак на величезній швидкості він врізається в машину і влітає прямо в зад коня, що знаходиться в кузові однієї з вантажівок. Пізніше перед строєм курсантів Гарріс помічає, як усі курсанти і навіть Каллаген ледь стримують сміх, хоча Магоні запевняє, що нікому нічого не розповідав.
Незабаром приходить час складання іспиту на водіння. Гайтавер просить Магоні навчити його водити машину. Удвох вони викрадають машину Коупленда і вирушають тренуватися в місто. Гайтавер швидко вчиться водити машину і в підсумку спритно тікає від погоні поліцейських, а наступного дня блискуче складає іспит. Однак Гукс під час складання іспиту випадково переїжджає ноги Бленкса і той у гніві грубо її обзиває. Розлючений Гайтавер йде до Бленкса, той від страху ховається в машині, але Гайтавер перевертає машину, за що Гарріс відраховує його з академії. Через що Гайтавер повертається на свою колишню роботу — квітникаря. Незабаром Коупленд і Бленкс знаходять розбиту машину Коупленда і розуміючи, що в усьому винен Магоні, намагаються з'ясувати з ним стосунки в їдальні. Однак Магоні допомагає Барбара, який вдаряє Бленкса підносом по обличчю, після чого Магоні і Коупленд б'ються. Далі Гаріс намагається з'ясувати хто почав бійку і Магоні, не бажаючи підставляти Барбару, каже, що це він. Гарріс, з величезною радістю, відраховує Магоні з академії.

Логотип фільму

Тим часом Феклер, перебуваючи на патрулюванні в одному з несприятливих районів міста, викидає яблуко, яке йому не сподобалося, і воно потрапляє в голову одному з місцевих бандитів, що в результаті переростає в масові заворушення. Курсантів по тривозі вивозять на їх перше завдання — патрулювати район заворушень. Однак через помилку Ласарда курсантів привозять в абсолютно тихий і спокійний район і до того ж розбивають на пари. Однак незабаром натовп агресивно налаштованих людей приходить і в цей район. Магоні, Джонс і Мартін, рятуючись від натовпу ховаються в машині Ласарда і їм вдається виїхати. У цей час в іншій частині району один з бандитів забирає у Коупленда і Бленкса їх револьвери. Коупленд і Бленкс, рятуючись від натовпу знову випадково забігають у «Блакитну устрицю».
Погромники беруть у заручники Гаріса. Після чого бандит, який забрав револьвери у Коупленда і Бленкс, разом з Гарісом піднімається на дах будівлі і стріляє по Каллаген, Томпсон і Гукс. Незабаром до цього місця під'їжджають Ласард, Магоні, Джонс і Мартін. Магоні під кулями вбігає в будинок і піднімається на дах. Однак бандит, тримаючи на прицілі Гарріса, змушує Магоні скласти зброю і тепер у нього два заручники. У цей момент на даху з'являється Гайтавер, який хитрістю присипляє пильність бандита, після чого потужним ударом спускає бандита вниз по сходах, де його заарештовує Гукс. Магоні і Гайтавера відновлюють в академії і нагороджують. Під час виголошення промови Магоні несподівано з трибуни висовується та сама повія, яка починає робити Магоні мінет. Збентежений Магоні дивиться на Ласарда, що стоїть поруч. Той відвертає голову. Фільм закінчується парадом курсантів.

## У ролях

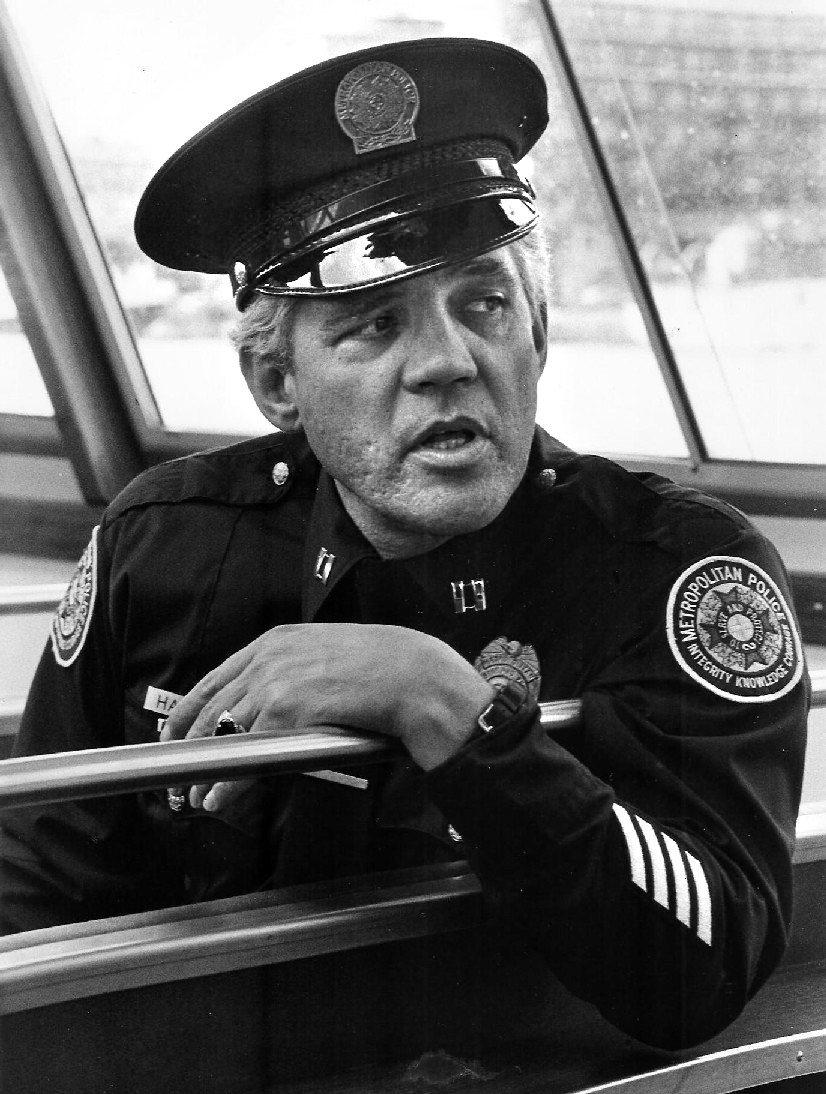
Джордж Бейлі, що виконав роль лейтенанта Тадеуша Гарріса

- Джордж Бейлі, що виконав роль лейтенанта Тадеуша ГаррісаСтів Гуттенберг — курсант Кері Магоні
- Кім Кетролл — курсант Карен Томпсон
- Джордж Бейлі — лейтенант Тадеуш Гарріс
- Джордж Гейнз — комендант Ерік Лассард
- Леслі Істербрук — сержант Деббі Каллаген
- Маріон Ремсі — курсант Лаверна Гукс
- Майкл Вінслоу — курсант Ларвелл Джонс
- Бубба Сміт — курсант Мозес Гайтавер
- Девід Граф — курсант Юджин Теклберрі
- Ендрю Рубін — курсант Джордж Мартін
- Донован Скотт — курсант Леслі Барбара
- Брюс Малер — курсант Дуглас Феклер
- Дебралі Скотт — місіс Феклер
- Тед Росс — капітан Рід
- Скотт Томсон — курсант Чед Копленд
- Брант фон Гоффман — курсант Кайл Бленкс
- Гарі Фармер — власник магазину

## Закадрове озвучення
- Українське двоголосе закадрове озвучення студії «1+1» (1997). Ролі озвучували: Остап Ступка та Олена Узлюк.
- Російське багатоголосе закадрове озвучення концерну «Інтер-фільм» (2003). Ролі озвучували: Владислав Пупков, Олег Лепенець, Андрій Самінін та Людмила Ардельян.
- Українське двоголосе закадрове озвучення телекомпанії «Новий канал» (2008). Ролі озвучували: Дмитро Завадський та Юлія Перенчук.
- Українське багатоголосе закадрове озвучення студії «Так Треба Продакшн» (2009). Ролі озвучували: Анатолій Пашнін, Володимир та Дмитро Терещуки, Олена Бліннікова та Наталя Поліщук.

## Цікавинки
- На роль кадета Магоні розглядались кандидатури Тома Генкса, Майкла Кітона, Джаджа Рейнгольда і Брюса Вілліса.
- Знімання фільму тривало рівно 40 днів.
- «Поліцейська академія» стала найуспішнішим фільмом року в Німеччині (було продано 5,19 млн квитків), він обійшов всі останні голівудські проєкти і навіть «Нескінченну історію» Вольфганга Петерсена.
- Після того як комендант Ласард з кадетами тікають від натовпу, вони вдаряються у вантажівку з м'ясом, де написано «Maslansky's Bologna». Це жартівне відсилання в бік одного з продюсерів фільму Пола Масланські.
- Режисер Г'ю Вілсон має невелике камео водія, машина якого отримує невеликі пошкодження під час нічних уроків водіння Гайтавера з Магоні.
- Перший фільм − єдиний з усіх семи фільмів серії, де можна побачити кадетів Леслі Барбару, Карен Томпсон і Джорджа Мартіна.
- Це також єдиний з усіх фільмів франшизи, де можна побачити дружину коменданта Лассарда.
- Майкл Вінслоу (Джонс), Девід Граф (Теклбері) і Джордж Гейнс (комендант Ласард) — єдині актори, що грають у всіх семи частинах «Поліцейскої Академії».
- Леслі Істербрук (Каллаген), Бубба Сміт (Гайтавер) і Маріон Ремсі (Гукс) відсутні тільки в одній з семи частин «Поліцейської академії»: Леслі Істербрук — у другій частині, Бубба Сміт і Маріон Ремсі — у сьомій.
- Персонаж Бубби Сміта, курсант Гайтавер, має характерне для його високого зросту прізвище (англ. Hightower), котре дослівно можна перекласти як «Висока башта».
- Роль коменданта Еріка Ласарда було запропоновано Роберту Конраду, але актор відмовився і пізніше дуже жалкував через це рішення.
- Стек, котрий став «візитівкою» лейтенанта Гарріса протягом всієї серії фільмів, не був запланований у сценарії. Це був звичайний предмет реквізиту, який приніс на майданчик один з учасників масових сцен, і дав потримати актору Дж. В. Бейлі, що грав цю роль.
- Під час знімання сцени подолання смуги перешкод перша людина, яку відправили оцінити стіну, виявився на такій великій висоті, що приземлившись зламав ногу.
- Кумедна сцена з кремом для взуття на мегафоні з'явилась від подібного жарту на зніманні одного з фільмів британського режисера Майкла Вінера, коли хтось спробував так пожартувати над ним. Г'ю Вілсон почув цю історію від одного з учасників знімальної групи і вирішив додати її до сценарію.
- Скот Томсон (кадет Чад Коупленд) і Брент фон Хофман (кадет Бленкс) в частині сцен фільму вимушені були носити спеціальні перуки. Це сталося через те, що сцени знімались не послідовно, і спочатку було знято фрагмент, де їм повністю поголили голови, і потім виявилось, що лишились ще епізоди з їх участю перед і під час прибуття до Академії.
- Курсанти озброєні револьверами Сміт-Весон, які дійсно використовувались поліцейськими і лишались на озброєнні поліції до 1986 р. Пізніше їх замінили на пістолети Глок-17 і Берета М9.
- Курсанти у сценах ліквідації безладу у місті одягнені у штурмовий комплект американської поліції: черевики з високим берцем, комбінезон, штурмова каска з плексигласовим забралом, відсутній бронежилет (повний комплект можна побачити на Алексі Мерфі у фільмі «Робокоп» (1987). Цей комплект досі на службі у патрульних підрозділів, використовується за ускладнень оперативної ситуації.

## Саундтрек
| Список треків | Список треків                    | Список треків |
| #             | Назва                            | Тривалість    |
| ------------- | -------------------------------- | ------------- |
| 1.            | «Main Title/Night Rounds»        | 1:52          |
| 2.            | «Rounds Resume/Tackleberry»      | 1:10          |
| 3.            | «Barbara»                        | 0:51          |
| 4.            | «Join Up»                        | 1:10          |
| 5.            | «The Academy»                    | 1:16          |
| 6.            | «Recruits»                       | 1:54          |
| 7.            | «Pussycat/Uniforms»              | 1:56          |
| 8.            | «Assignment»                     | 1:20          |
| 9.            | «Formation/Move Out»             | 3:26          |
| 10.           | «Obstacles»                      | 2:15          |
| 11.           | «Martin and Company»             | 0:46          |
| 12.           | «Ball Games»                     | 0:27          |
| 13.           | «More Martin»                    | 0:28          |
| 14.           | «Regrets»                        | 1:05          |
| 15.           | «Guns/In Drag»                   | 4:01          |
| 16.           | «Warpath»                        | 0:28          |
| 17.           | «Improvement»                    | 1:15          |
| 18.           | «Jam Up»                         | 0:42          |
| 19.           | «Hightower Drive»                | 1:37          |
| 20.           | «Santa Claus Is Coming to Town»  | 0:40          |
| 21.           | «Need to Talk/Hightower Leaves»  | 1:16          |
| 22.           | «Riot Starts»                    | 1:25          |
| 23.           | «Riot Gear»                      | 2:42          |
| 24.           | «SOB»                            | 0:32          |
| 25.           | «Match»                          | 1:44          |
| 26.           | «Where's Harris?»                | 2:40          |
| 27.           | «Straighten Up»                  | 1:26          |
| 28.           | «Police Academy March»           | 1:06          |
| 29.           | «El Bimbo - Jean-Marc Dompierre» | 1:49          |
| 44:14         |                                  |               |